# Аннулирование страховых полисов
Аннулирование страхового полиса может быть произведено до того, как срок полиса истечет. С момента аннулирования полис перестает иметь законную силу.

## Методы аннулирования
Обычно применяются три различных метода расчета. Расчет аннулирования может производиться с помощью онлайн-калькулятора.

### Пропорциональный метод
Пропорциональный метод аннулирования страхового полиса — это не облагаемый штрафами метод расчета возвращенной страховой премии аннулированного полиса. Размер возвращенной премии рассчитывается как отношение количества дней, оставшихся в до окончания срока действия полиса, и общего количества дней действия полиса. Это отношение умножается на подписанные премии.

### Штрафная доплата за недобор
Данный штрафной метод расчета возвращенной премии часто используется, когда полис отменяется по просьбе страхователей. При данном методе используется специальная таблица штрафов, величина возвращенной премии быть выше или ниже 90% пропорционального расчета, в зависимости от даты расторжения.

### Пропорциональная штрафная доплата за недобор
При данном методе сумма возвращенной премии будет составлять 10% от незаработанной премии.

## Дата аннулирования
Обычно при аннулировании страхового полиса страхователю возвращается так называемая возвращенная премия.

## Дата начала действия
Дата начала действия аннулирования страхового полиса также называется датой вступления в силу.

## Срок действия полиса
Большинство страховых полисов рассчитаны на 365 дней, но и бывают полугодовые полисы, а также в случае краткосрочных рисков встречаются полисы со сроками действия менее полугода. Также бывают полисы, рассчитанные на несколько лет.

## Возвращаемая премия
Возвращаемая (страховая) премия  — это часть внесенных страховых премий, возвращаемая страхователю в случае досрочного расторжения полиса, уменьшения страховой суммы, уменьшения величины страховых премий или изменения других условий страхования

## Заработанная премия
Заработанная премия — это доля уплаченной страхователями премии, которая приходится на прошедший с момента заключения договора страхования промежуток времени, в течение которого страховая компания была "на риске", т.е. несла ответственность по полису. Эта часть премии является доходом страховщика и не подлежит возвращению страхователю при расторжении (аннулировании).

## Риторно
Иногда страховщик удерживает часть страховой премии при оформлении возврата как риторно, компенсируя за счет страхователя свои издержки на аквизицию и администрирование страхового полиса.